# Uning Sepakat
Uning Sepakat is een bestuurslaag in het regentschap Gayo Lues van de provincie Atjeh, Indonesië. Uning Sepakat telt 245 inwoners (volkstelling 2010).